# Charles Nyamiti
Charles Nyamiti (* 9. Dezember 1931 in Ndala (Tansania, Region Tabora); † 19. Mai 2020 in Ipili (Tansania, Region Tabora)) war ein tansanischer katholischer Theologe. Er galt als Pionier einer afrikanischen, konkret einer thomistisch afrikanischen Theologie.

## Leben und Werk
Charles Nyamiti wurde 1962 zum Priester geweiht. Er studierte Theologie in Kipalapala (Region Tabora) und in Löwen. Dort promovierte 1969 mit einer Arbeit über christliche und tribale Initiationsriten (Vergleich zwischen christlicher Initiation und Initiationsriten der afrikanischen Völker Masai, Kikuyu und Bemba, im Hinblick auf die liturgische Anpassung). 1975 promovierte er in Wien im Fach Ethnologie mit einer Arbeit über den Ahnenkult bei den Kikuyu und erwarb gleichzeitig ein Diplom in Musik im Fach Kompositionslehre.
Charles Nyamiti wirkte von 1976 bis 1984 als Dozent für Dogmatik am Priesterseminar in Kipalapala. Ab 1984 wirkte er als Dozent und Professor für Dogmatik an der Catholic University of Eastern Africa (CUEA) in Nairobi und lehrte dort über seine Pensionierung 2001 hinaus bis ins Jahr 2019. Er kehrte 2019 in seine Heimatdiözese Tabora zurück. Ausgehend von der traditionellen afrikanischen Kultur suchte Nyamiti die universalen Glaubensaussagen in einer originär afrikanischen Theologie zu vermitteln. Nyamiti verband dabei die europäische Neuscholastik mit afrikanischem Denken.